# Klocksäckspinnare
Klocksäckspinnare (Bacotia claustrella) är en fjärilsart som beskrevs av Charles Théophile Bruand d’Uzelle 1844. Klocksäckspinnare ingår i släktet Bacotia och familjen säckspinnare. Enligt den svenska rödlistan är arten sårbar i Sverige. Arten förekommer i Götaland, Gotland, Öland och Svealand. Artens livsmiljö är skogslandskap, jordbrukslandskap, stadsmiljö. Inga underarter finns listade i Catalogue of Life.